# Тристаннид пентапразеодима
Тристаннид пентапразеодима (триоловопентапразеодим) — бинарное неорганическое соединение
празеодима и олова
с формулой Pr5Sn3,
кристаллы.

## Получение
- Сплавление стехиометрических количеств чистых веществ:

{\displaystyle {\mathsf {5Pr+3Sn\ {\xrightarrow {1610^{o}C}}\ Pr_{5}Sn_{3}}}}

## Физические свойства
Тристаннид пентапразеодима образует кристаллы
тетрагональной сингонии,
пространственная группа I 4/mcm,
параметры ячейки a = 1,2512 нм, c = 0,6146 нм, Z = 4,
структура типа трисилицида пентавольфрама W5Si3

При температуре 352°C происходит переход в кристаллы
гексагональной сингонии,
пространственная группа P 63/mcm,
параметры ячейки a = 0,9287 нм, c = 0,6577 нм, Z = 2,
структура типа трисилицида пентамарганца Mn5Si3
.
Соединение конгруэнтно плавится при температуре 1610°C.